# Sons of Kyuss
Sons of Kyuss è il primo EP dei Kyuss, originariamente prodotto in vinile nel 1990 e ristampato su CD dal 2000. Alcune tracce furono registrate nel primo album in studio del gruppo, Wretch.

## Tracce
1. Deadly Kiss – 5:02
2. Window of Souls – 4:28
3. King – 3:10
4. Isolation Desolation – 3:36
5. Love Has Passed Me By – 3:13
6. Black Widow – 2:45
7. Happy Birthday – 3:50
8. Katzenjammer – 3:01

## Formazione
- John Garcia - voce
- Josh Homme - chitarra
- Chris Cockrell - basso
- Brant Bjork - batteria